# ديفيد راسيل (رجل غواصة)
ديفيد راسيل (بالإنجليزية: David Russell)‏ هو رجل غواصة أمريكي، ولد في 1952 في ليدز في المملكة المتحدة.